# 挺胸龜
挺胸龜（學名：Chersina angulata）是一種生於南非乾地及灌木林的陸龜。曾有遊客將小量挺胸龜帶回納米比亞並於私人花園中飼養。

## 特徵
挺胸龜為一種害羞的龜種，而牠們的背甲極為凸出，同時牠們底甲近下巴的位置凸起。這些都是用來爭取領土或雌性的雄性的特徵。

## 自然生長環境
它們的自然棲息地位於南非西南部，為高山中的硬葉灌木群落，卡魯和沿海灌木植被的部分。這種天然的生境延伸至弗洛勒爾角，大概為納米比亞北部的南面部分。此外，小數龜隻亦在過往遷移至斯瓦科普蒙德和華維斯灣，更有部分遷移至納米比亞北部，而Dassen Island亦有小數挺胸龜出現。

## 外部連結
- ARKive - ARKive上的圖像